# Buffalo (Oklahoma)
Buffalo è un comune degli Stati Uniti d'America, situato nello Stato dell'Oklahoma, nella contea di Harper, della quale è il capoluogo.